# Raifatu
Raifatu (Refatu) ist eine osttimoresische Aldeia im Suco Fadabloco (Verwaltungsamt Remexio, Gemeinde Aileu). 2015 lebten in der Aldeia 562 Menschen.

## Geographie
Die Aldeia Raifatu bildet die Südwestspitze des Sucos Fadabloco. Westlich und nordwestlich befindet sich die Aldeia Lilitei und nordöstlich die Aldeia Lequiça. Vom Südwesten bis in den Osten umrahmt Raifatu der Suco Hautoho. Aus Lilitei kommt eine Straße und verlässt Raifatu wieder nach Osten nach Hautoho. An der Straße dehnt sich von der Grenze zu Lilitei bis in das Zentrum von Raifatu das Dorf Manulete aus. Dem schließt sich am Schwenk der Straße nach Osten der Weiler Modlo an. An einer Abzweigung nach Süden befindet sich der Weiler Tuturui. Dazu kommen noch weitere Häuser, die verstreut im Westen und Süden der Aldeia liegen.

## Politik
Bei den Kommunalwahlen in Osttimor 2009 wurde Alexander dos Santos zum Chefe de Aldeia gewählt. Die nächsten Wahlen fanden 2016 und 2023 statt.